# أنقليس ثعباني محدق إلى النجوم
أنقليس ثعباني محدق إلى النجوم (بالإنجليزية: stargazer snake eel)‏ (الاسم العلمي: Brachysomophis cirrocheilos)، هو سمكٌ بحر قاعي ينتمي إلى عائلة الأنقليس الثعباني، والتي تُشير إلى أسماكٍ على شكلٍ أفعواني.
يعتبر الأنقليس الثعباني المحدق إلى النجوم من الأسماك كبيرة الحجم، والتي قيد يصل طولها إلى 159 سنتيمتر (63 بوصة).‏
ينتشر الأنقليس الثعباني المحدق إلى النجوم على نطاقٍ واسع في جميع أنحاء المياه الاستوائية للمحيط الهندي، بما في ذلك ولاية البحر الأحمر، وغرب المحيط الهادئ.
يسكن القيعان الرملية والموحلة بالقرب من الشعاب المُرجانية الساحلية على عمق بين 1 و 10 متر (3.3 و 32.8 قدم)‏. ينشط الأنقليس الثعباني المحدق إلى النجوم ليلًا.

## روابط خارجية
- Bailly, N. (2013). Brachysomophis cirrocheilos (Bleeker, 1857). In: Froese, R. and D. Pauly. Editors. (2013) FishBase. Accessed through: World Register of Marine Species at WoRMS - World Register of Marine Species - Brachysomophis cirrocheilos (Bleeker, 1857) on 2013-06-01
- ITIS Standard Report Page: Brachysomophis cirrocheilos